# Hafid Senhadri
 (décembre 2015).
Si vous disposez d'ouvrages ou d'articles de référence ou si vous connaissez des sites web de qualité traitant du thème abordé ici, merci de compléter l'article en donnant les références utiles à sa vérifiabilité et en les liant à la section « Notes et références ».
Hafid Senhadri, né le 26 décembre 1955 à Sidi Bel Abbès et mort assassiné le 18 mars 1993, était un cadre supérieur de l'État algérien. Il a été directeur de cabinet du ministère du Travail. En 1993, il fut l'un des premières personnalités civiles assassinées durant la Guerre civile algérienne,.

## Biographie

### Jeunesse
Hafid Senhadri est l’aîné d’une famille de cinq enfants dont le père est fonctionnaire. La famille vivait dans le quartier Saint Pierre, à Oran. Hafid Senhadri y fit son cursus scolaire, obtenant son baccalauréat au lycée Lotfi. Il rejoint Alger pour des études de sciences politiques à l’Institut des sciences politiques et de l’information de 1973 à 1977. Durant ses études, il a travaillé dans la radiodiffusion. 

### Parcours
Après avoir obtenu son diplôme, il occupe plusieurs postes dans l’administration centrale. Il a travaillé dans trois ministères, à savoir le ministère du Travail et de la Formation professionnelle, où il fut directeur de cabinet, de l’Éducation nationale, où il fut secrétaire général, et de l’Habitat. Il est également fondateur et président de l’Association algérienne des cadres de l’administration publique (ANCAP) et porte-parole du Comité national de sauvegarde de l’Algérie (CNSA),. Ce dernier rendit public un communiqué au lendemain du premier tour des élections législatives de 1991-92 pour appeler à l’arrêt du processus électoral à l’issue duquel le Front islamique du salut était en train de s’installer comme un nouveau parti hégémonique presque seul sur la scène politique.
En 1992, avec la venue de Mohamed Boudiaf à la présidence de l’État, Senhadri est appelé au Conseil national consultatif.